# Mongusch Borachowitsch Kenin-Lopsan

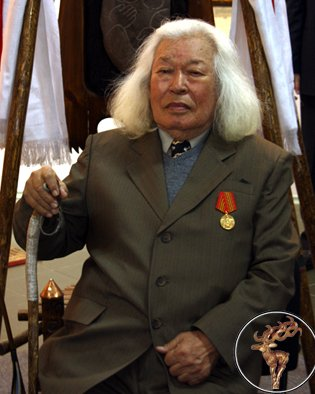
Mongusch Borachowitsch Kenin-Lopsan, 2010

Mongusch Borachowitsch Kenin-Lopsan (russisch Монгуш Борахович Кенин-Лопсан, wissenschaftliche Transliteration Monguš Borachovič Kenin-Lopsan, tuwinisch Моңгуш Бора-Хөө оглу Кенин-Лопсаң Monggusch Bora-Chöö oglu Kenin-Lopsang; * 10. April 1925 in Tschasch-Tal, Sumon Chondergei (heute Koschuun Tschöön-Chemtschik), Tuwinische Volksrepublik; † 10. Februar 2022) war ein russischer Historiker, Schriftsteller und Dichter, der sich mit dem sibirischen Schamanismus beschäftigte. Er lebte in Kysyl, der Hauptstadt Tuwas.

## Leben
Er entstammte einer Familie von Nomaden, Viehzüchtern, Schmieden, Geschichtenerzählern und Schamanen. Nach Absolvierung der Grundschule in Tschadan und des Gymnasiums in Kysyl studierte er in Leningrad Philologie und Geschichte. Er promovierte in Orientwissenschaften, wie es damals hieß und ging als Lehrer für tuwinische und russische Sprache und Literatur zurück nach Tuwa. Kurzfristig arbeitete er auch als Herausgeber einer Zeitschrift und als Lektor für einen Verlag.
Er gründete die schamanische Gesellschaft Düngür („Schamanentrommel“) und leitete zusammen mit Wissenschaftlern Forschungsreisen in das Landesinnere, 1993 mit dem finnischen Ethnologen und Filmemacher Heimo Lappalainen (1944–1994), 1994 mit dem amerikanischen Anthropologen Bill Brunton und der österreichischen Ethnologin Gabriele Weiss.
Er lebte zusammen mit seiner Frau Larisa Petrowna und seinen Töchtern Marina und Anna Monguschewna in Kysyl. Für seine Verdienste um die Erforschung des tuwinischen Schamanismus erhielt er von der Foundation for Shamanic Studies den Ehrentitel Living Treasure. Zeit seines Lebens sammelte er bei Geschichtenerzählern, Nomaden, Hirten und Sowchosen-Arbeitern, bei Dichtern und Schauspielern Mythen, Legenden, Gesänge und Algyshtar (Schamanenlieder). Aufgrund seines Eintretens für die schamanische Tradition Tuwas wurde er in der Sowjetzeit politisch verfolgt. Seine Großmutter Kuular Chandyschap, eine weithin bekannte Großschamanin, starb kurz nach ihrer Rückkehr aus 15-jähriger Haft in einem Gulag.
Sein literarisches Schaffen umfasst mehr als 60 Bücher (Romane, Novellen, Gedichtbände, wissenschaftliche Monografien) und mehrere hundert Aufsätze zu tuwinischer Folklore und zu tuwinischem Schamanismus. Zu den bekanntesten Buchtiteln gehören Der Große Weg, Die Strömungen des Großen Flusses und Die Jurte des Pferdehirten.

## Schriften (Auswahl)
- Schamanengeschichten aus Tuwa. Lamuv, Göttingen 2011, ISBN 978-3-88977-693-8.
- Schamanengesänge aus Tuwa. Lamuv, Göttingen 2013, ISBN 978-3-88977-694-5.